# Cathedral Parkway-110th Street (Eighth Avenue Line)
110th Street is een station van de metro van New York aan de Eighth Avenue Line in het stadsdeel Manhattan, op de noordwesthoek van Central Park. De lijnen  maken gebruik van dit station.
 ·  ·  ·  ·  ·  ·  ·  ·  · 